# 岩城町
岩城町（いわきまち）は、秋田県南西部、日本海に面していた町。
2005年（平成17年）3月22日に、本荘市および他の由利郡6町（大内町、由利町、西目町、東由利町、矢島町、鳥海町）と合併し、由利本荘市の一部となった。

## 地理
- 山：観音森
- 川：君ヶ野川、勝手川、二古川、衣川、蛇川

### 隣接していた自治体
- 秋田市
- 本荘市
- 河辺郡：雄和町
- 由利郡：大内町

## 歴史
出羽国河辺郡田郡郷(たごおりのごう)として成立したとされる。戦国時代に飯野平を支配していた岩城氏は、関ヶ原の戦いで西軍についたため（東軍についたが当主の岩城貞隆が長兄の佐竹義宣に従って会津征伐への参加を見合わせた？）改易されたが、後に信濃中村藩主を経て亀田藩主となった。「岩城町」は、この岩城氏にちなんだ町名である。

### 沿革
- 1955年（昭和30年）7月28日 - 由利郡亀田町・道川村が合併し発足。
- 2005年（平成17年）3月22日 - 由利郡の周辺市町村と合併し、由利本荘市の一部となった。
  - 合併の是非を問う住民投票（合併そのものに賛成か、反対か。合併相手先として、秋田市とその周辺、または本荘市とその周辺のどちらを選択するか）で、全国に先駆けて18歳以上の男女、永住外国人2名に投票権を与えた。

## 行政

### 首長
- 歴代町長

| 代 | 氏名       | 就任                      | 退任                      | 備考                                                 |
| -- | ---------- | ------------------------- | ------------------------- | ---------------------------------------------------- |
| 1  | 加藤忠三   | 昭和30年（1955年）8月28日 | 昭和46年（1971年）        |                                                      |
| 2  | 前川盛太郎 | 昭和46年（1971年）        | 平成11年（1999年）        |                                                      |
| 3  | 加藤鉱一   | 平成11年（1999年）        | 平成17年（2005年）3月21日 | 失職後、由利本荘市議を経て、2017年現在は県議会議員。 |

## 提携都市
- いわき市（福島県。岩城氏の縁による）

## 産業

### 漁業
- 道川漁港

### 金融機関
- 秋田銀行岩城町支店
- 北都銀行岩城支店
- 羽後信用金庫岩城支店
- 秋田しんせい農業協同組合岩城支店

## 学校
中学校
- 岩城町立岩城中学校

小学校
- 岩城町立亀田小学校
- 岩城町立道川小学校

養護学校
- 秋田県立秋田養護学校道川分教室（現在の秋田県立ゆり支援学校道川分教室）

## 交通

### 鉄道
- 東日本旅客鉄道（JR東日本）
  - 羽越本線：折渡駅 -（本荘市）- 岩城みなと駅 - 道川駅

### 道路
高速道路
- 日本海東北自動車道：岩城IC

一般国道
- 国道7号：道の駅岩城
- 国道341号

主要地方道
- 秋田県道44号雄和岩城線
- 秋田県道69号本荘岩城線

## 名所・旧跡・観光
- 天鷺郷
- 秋田厚生年金休暇センター（ウェルサンピア秋田）
- 道川海水浴場
- 秋田県立岩城少年自然の家
- 秋田ロケット実験場（ロケット発祥の地）

## 著名出身者
- 上野季三郎 (外交官)
- 長谷部誠（政治家）
- 仁部富之助（研究者）